# Ebo
Ebo is een geslacht van spinnen uit de familie van de renspinnen (Philodromidae).

## Soorten
- Ebo bharatae Tikader, 1965
- Ebo bucklei Platnick, 1972
- Ebo carmineus Mello-Leitão, 1944
- Ebo contrastus Sauer & Platnick, 1972
- Ebo distinctivus Lyakhov, 1992
- Ebo evansae Sauer & Platnick, 1972
- Ebo fuscus Mello-Leitão, 1943
- Ebo iviei Sauer & Platnick, 1972
- Ebo latithorax Keyserling, 1884
- Ebo meridionalis Mello-Leitão, 1942
- Ebo merkeli Schick, 1965
- Ebo pepinensis Gertsch, 1933
- Ebo punctatus Sauer & Platnick, 1972